# Aeroporto Internacional de Navegantes
Luchthaven Ministro Victor Konder is de luchthaven van Navegantes, Brazilië, en tevens van Itajaí, Balneário Camboriú, en Blumenau. De luchthaven is vernoemd naar de in Itajaí geboren Victor Konder (1886-1941), Minister van Publieke Werken (1926-1930), wiens beleid aan de bakermat van de Braziliaanse commerciële luchtvaart stond.
De luchthaven wordt uitgebaat door Infraero en is door Gol, Azul Brazilian Airlines en TAM Airlines met alle grote steden van Brazilië verbonden.

## Bereikbaarheid
Gemeten tot de centra van deze steden, ligt de luchthaven op 12 kilometer van Navegantes, 7 kilometer van Itajaí, 20 kilometer van Camboriú, en 45 kilometer van Blumenau.